# Ashton Carter
Pour les articles homonymes, voir Carter.
Ashton Baldwin Carter, dit Ash Carter, né le 24 septembre 1954 à Philadelphie (Pennsylvanie) et mort le 24 octobre 2022 à Boston (Massachusetts), est un physicien, auteur et homme politique américain, secrétaire à la Défense des États-Unis de 2015 à 2017.
Diplômé de Yale et Oxford, il travaille sur la chromodynamique quantique à l'université Rockefeller entre 1979 et 1980 et au Massachusetts Institute of Technology de 1982 à 1984. Il devient professeur à Harvard en 1986 dans les champs de la physique, technologie, gestion et sécurité nationale avant d'enseigner à la John F. Kennedy School of Government. Au cours de sa carrière académique, il écrit seul ou en collaboration 11 livres et plus de 100 articles.
Membre du Parti démocrate, il est secrétaire assistant à la Défense pour les Affaires stratégiques mondiales de 1993 à 1996 sous Bill Clinton puis sous-secrétaire à la Défense pour l'Acquisition, la Technologie et Logistique de 2009 à 2011 durant la présidence de Barack Obama. Il est par la suite secrétaire adjoint à la Défense de 2011 à 2013 puis secrétaire à la Défense de 2015 à 2017.

## Biographie

### Études et carrière professionnelle
Ashton Carter, né à Philadelphie en Pennsylvanie, est le fils de William Stanley Carter, Jr., un neurologue et psychologue, et de son épouse, née Anne Baldwin. Il fait ses études à Abington High School, puis à l'université Yale, dont il est diplômé en physique et en histoire médiévale avec la summa cum laude en 1976. Il est alors membre du club Phi Beta Kappa. Il obtient ensuite son doctorat en physique théorique à l'université d'Oxford en 1979.
Il est membre en recherche scientifique au laboratoire national de Brookhaven et au Fermilab.

### Carrière politique
Connu pour ses fonctions au département de la Défense sous les présidents Clinton et Obama, Ashton Carter est notamment du 6 octobre 2011 au 3 décembre 2013 le secrétaire adjoint de la Défense des États-Unis.
Le 5 décembre 2014, il est nommé secrétaire à la Défense par le président Barack Obama et confirmé par le Sénat des États-Unis le 12 février 2015 par 93 voix contre 5. Le 17 février, il prête serment et entre en fonction en remplacement de Chuck Hagel. Il quitte le poste lors de la prise de fonctions du président Donald Trump.

### Famille
Marié en premières noces à Clayton Spencer (en), avec laquelle il a eu deux enfants, Ash Carter s'est remarié avec Stephanie Carter (née DeLeeuw).

### Distinctions
En 2024, Ashton Carter reçoit à titre posthume la Médaille présidentielle de la Liberté.

## Publications
- (en-US) Ashton B. Carter : Keeping the Edge: Managing Defense for the Future: a Publication of the Preventive Defense Project. A Research Collaboration of the Kennedy School of Government, Harvard University and Stanford University. MIT Press, Cambridge, Massachusetts 2001,  (ISBN 978-0-2620-3290-2)
- (en-US) Ashton B. Carter, William James Perry : Preventive defense : A New Security Strategy for America. Brookings Institution Press, Washington D.C. 1999,  (ISBN 978-0-8157-9100-3)
- (en-US) Ashton B. Carter, John D. Steinbruner, Charles A. Zraket (coll.) : Managing Nuclear Operations. Brookings Institution Press, Washington D.C. 1987,  (ISBN 978-0-8157-1313-5)
- (en-US) Ashton B. Carter : Ballistic Missile Defense. Brookings Institution Press, Washington D.C. 1984,  (ISBN 978-0-8157-0576-5)